# Oberleitungsbus Pescara

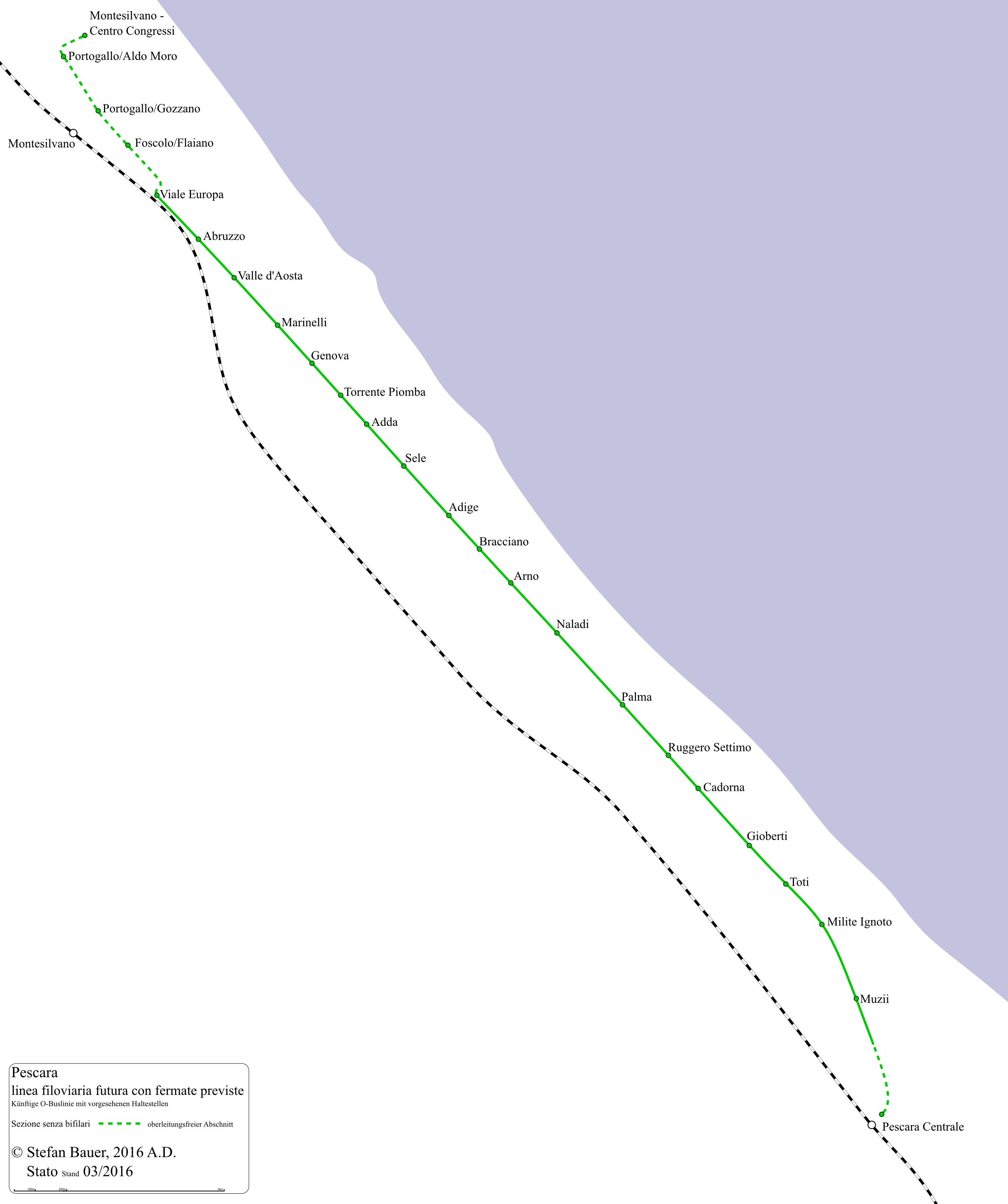
Linienplan nach dem Bauzustand Anfang 2016

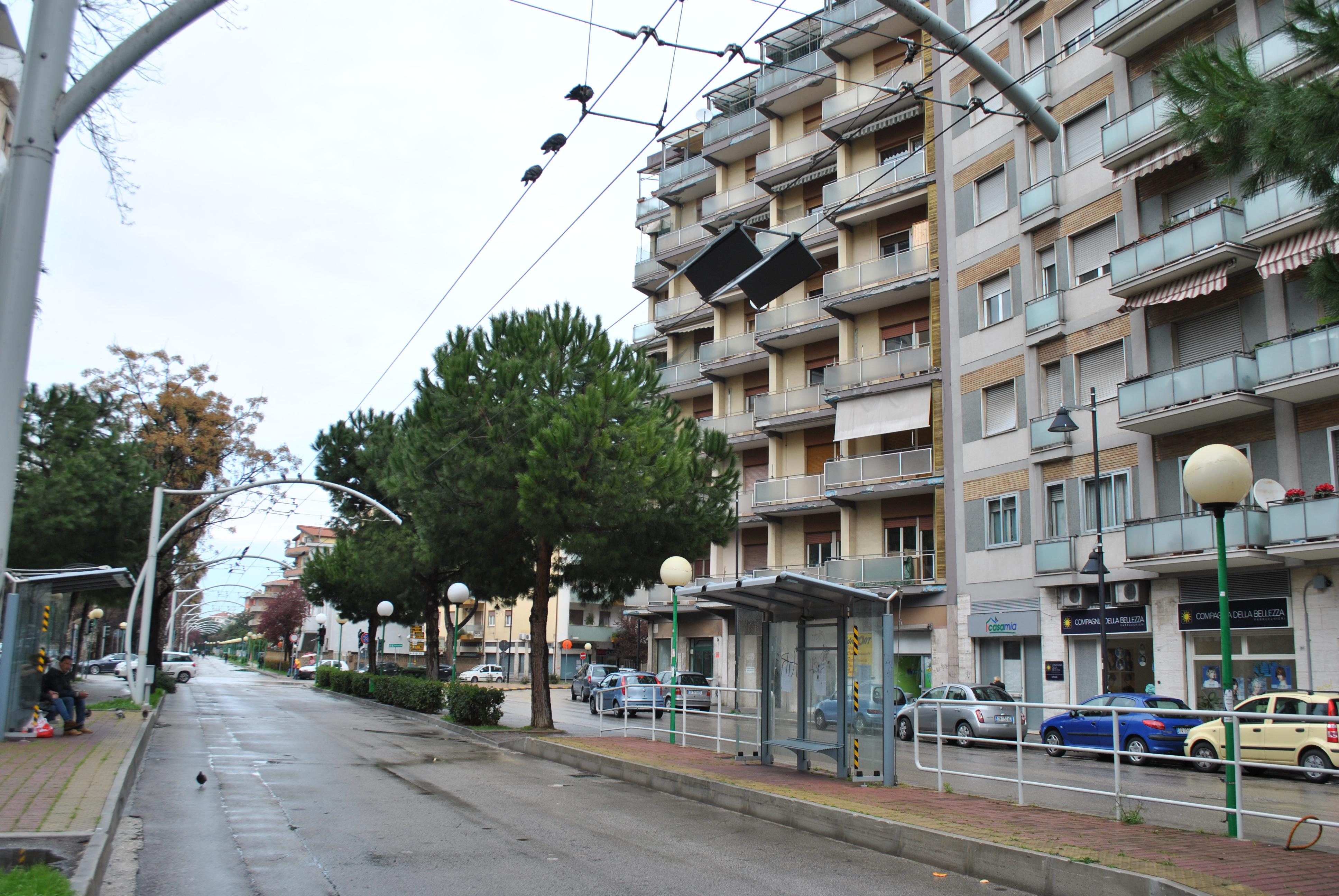
Haltestelle am Südende des elektrifizierten Abschnitts

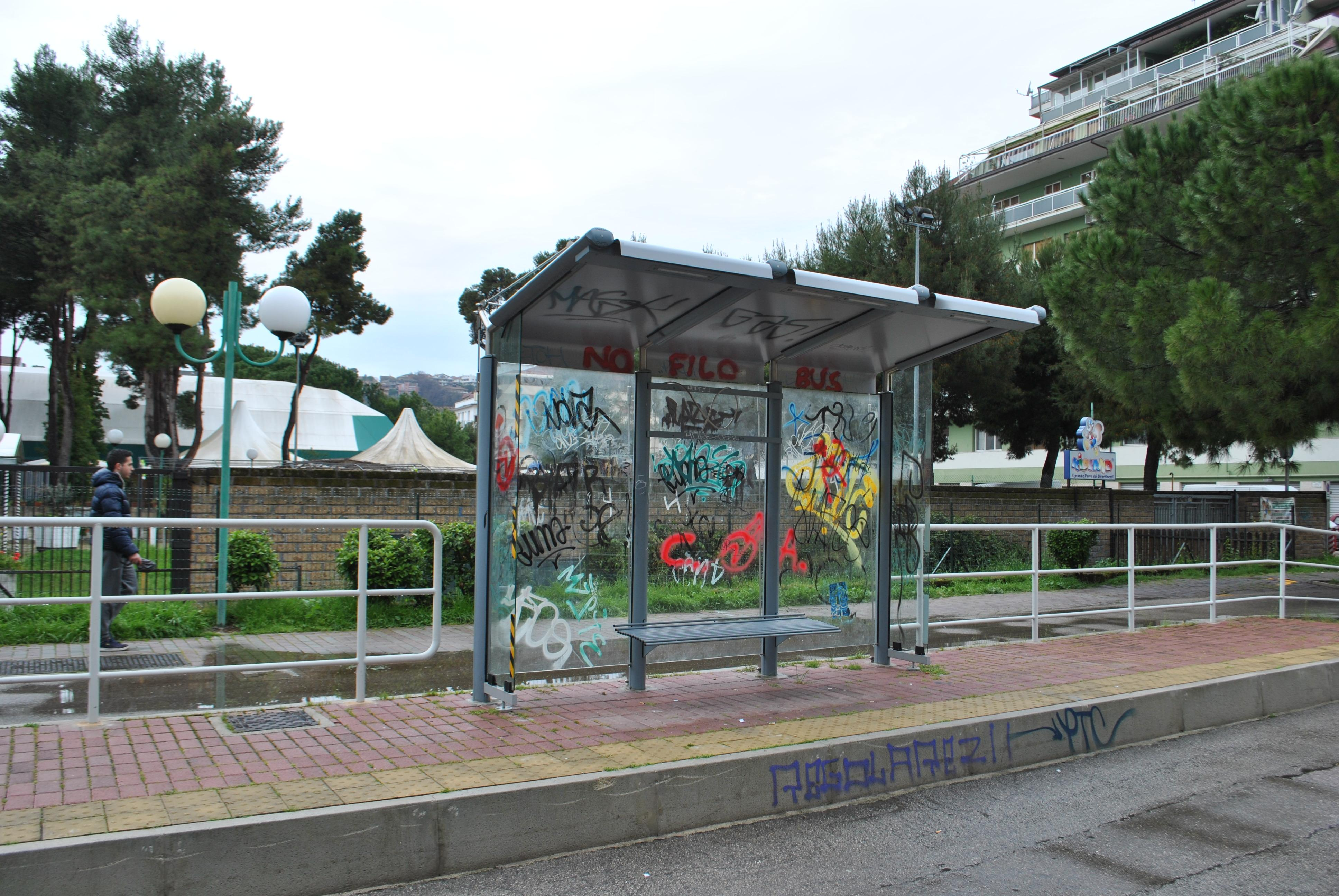
Haltestellenhäuschen mit Protestgraffito

Der Oberleitungsbus Pescara ist ein im Aufbau befindliches[veraltet] Nahverkehrssystem in der mittelitalienischen Stadt Pescara. Als Spitz- und Vermarktungsname wird es als La Verde (Das Grün) publiziert.

## Planungen
Geplant ist eine Linie, welche die nordwestlich und südlich gelegenen Vororte mit dem Zentrum (Bahnhof und Flughafen) verbinden soll. Langfristig wird ein Anschluss an den bereits bestehenden Oberleitungsbus Chieti erwogen. Aktuell im Aufbau befindet sich jedoch erst der Abschnitt Bahnhof Pescara Centrale – Montesilvano zur im Norden gelegenen Nachbargemeinde.
Nachdem die Bauarbeiten im September 2010 aufgenommen und mehrmals unterbrochen wurden, ist die für den elektrischen Betrieb mit acht Phileas-O-Bussen vorgesehene Strecke auf einer stillgelegten Eisenbahntrasse im Zuge der Via(le) della Liberazione – Via Castellamare Adriatico mittlerweile praktisch fertiggestellt. Wann der Verkehr aufgenommen wird, ist nicht abzusehen.
Denn obwohl sämtliche politische Akteure aller Parteien die Notwendigkeit des Projekts wiederholt betont haben, wurden Bau und Inbetriebnahme von Bürgerinitiativen lange und intensiv bekämpft. Dies rührt auch daher, dass die gewählte Trassenführung weitestgehend aus Straßenzügen besteht, welche viele Jahre als Park und Fußgänger-/Fahrradzone dienten.
2021 wurden für den zukünftigen Betrieb bei Van Hool sechs 18 Meter lange Gelenkwagen des Typs Exqui.Ctiy bestellt, deren elektrische Ausrüstung von Kiepe Electric zugeliefert wird. Sie verfügen über Akkus, die durch In-Motion-Chargings während der Fahrt aufgeladen werden können. Die Fahrzeuge wurden Mitte 2022 ausgeliefert, wobei dort eine Eröffnung Anfang 2023 angekündigt wurde. Ab den 22. Februar 2024 fand zur Vorbereitung auf die Aufnahme des Betriebs in den folgenden neun Wochen von jeweils 9 bis 18 Uhr ein eingeschränkter Testbetrieb ohne Fahrgäste und einer Höchstgeschwindigkeit von 20 km/h statt. Dabei wurde angekündigt, dass sich die Inbetriebnahme auf Ende Juni 2024 verschieben wird. Zu Betriebsbeginn ist ein 10-Minuten-Takt vorgesehen, wobei eine Fahrzeit zwischen 20 und 25 Minuten pro Richtung vorgesehen ist.
Für den Betrieb waren ursprünglich sechs Gelenkfahrzeuge vom Typ Phileas des niederländischen Herstellers APTS vorgesehen, von denen 2011 ein Fahrzeug ausgeliefert wurde, welches für Überprüfungsfahrten eingesetzt wurde. Die restlichen Fahrzeuge sollten 2012 ausgeliefert werden, was nicht geschehen ist. Das vorhandene Fahrzeug wird seit einigen Jahren zum Verkauf angeboten.